# ÖBB 2167
Die ÖBB 2167 war eine Verschub-Diesellokomotive der ÖBB, die als Versuchsträger aus einer Lokomotive der Reihe 2067 hervorgegangen ist.

## Geschichte
Die ÖBB testeten vom 25. Jänner bis 9. Februar 1995 die von der DB AG angemietete Verschublokomotive 365 124, die mit einer Funkfernsteuerung sowie einer automatischen Rangierkupplung RK 900 ausgerüstet war. Am Floridsdorfer Frachtenbahnhof fanden jeweils von Montag bis Donnerstag umfangreiche Erprobungen, mit einem bei der DB AG typengeschulten Triebfahrzeugführer der Zugförderungsleitung Wien Nord, statt. Im Funksteuerbetrieb lag die Höchstgeschwindigkeit bei 25 km/h, die Überstellfahrten von Floridsdorf nach Wien Nord wurden mit manueller Steuerung und einer Höchstgeschwindigkeit von 60 km/h durchgeführt, um die Schnellbahnverkehr nicht zu behindern. Die positiven Testergebnisse führten zur Entscheidung, eine Maschine der Reihe 2067 als Erprobungsträger mit dem Funkfernsteuersystem auszustatten. 
Die Wahl fiel hierbei auf die am 3. Juni 1996 zu einer Hauptausbesserung einberufenen 2067.093 der Zugförderungsleitung Wien Ost. Die Umbauarbeiten fanden in der zuständigen Hauptwerkstätte, dem TS-Werk Knittelfeld, statt. Die behördliche Abnahme fand am 30. August 1996 statt und bereits am 3. September 1996 war die Lok erstmals in Mürzzuschlag im Verschubeinsatz. Die Umzeichnung von 2067.093 auf 2167.093 erfolgte am 1. März 1997.
Die Lokomotive wurde am 1. Juli 2006 ausgemustert und einige Monate später bei einem Schrotthändler nahe Fürstenfeld verschrottet.

## Technik
Bei den Umbauarbeiten wurde folgendes Anforderungsprofil erfüllt:
- Ausrüstung der Lokomotive mit einer Funkfernsteuerung
- Anpassung des Funkes
- Vergleich der Funkbefehle auf Widersprüchlichkeit
- Steuerung und Überwachung der Dieselmotoren
- Begrenzung der Anfahrzugkraft (Schleuderschutz)
- Steuerung und Überwachung der Fahrtrichtung, Bremsen, Getriebefüllung und des Stillstandes
- Geschwindigkeitsüberwachung für eine gewählte Geschwindigkeit (15  km/h, 25 km/h und 40 km/h)
- Einbau eines Sicherheitsfahrschalters

Das Fahrhandrad wurde durch einen Sollwertgeber ersetzt, wodurch eine Sollwertvorgabe in Form einer Auf/Ab-Steuerung möglich war. Der angesteuerte Zähler gibt einen Sollwert von 0 bis 100 Prozent vor, der in einem Steuergerät in ein Stromsignal (zwischen 4 mA und 20 mA) umgewandelt wird. Das Ausgangssignal wird an einen EP-Wandler (Druckgeber) zur Motordrehzahlregelung weitergeleitet. 
Die Funkbefehle werden mit einem Fernsteuerbediengerät abgegeben, welches der Verschubmitarbeiter bei sich führt. Die Signale gelangen über die Antenne des Fahrzeuges an den Empfänger im Fernsteuergeräteschrank am Führerstand und werden je nach Betriebszustand in elektrische oder pneumatische Steuergrößen umgesetzt. Neben der Leistungs-, Brems- und Fahrtwendesteuerung ist es auch möglich, diverse Vorgänge wie Pfeifen, Sanden oder das Lösen der automatischen Rangierkupplung mittels entsprechenden Tastern oder Kippschaltern auf dem Bediengerät durchzuführen. Eine unbeabsichtigte Bedienung wird durch arretierte Kippschalter oder eine Zweihandbedienung verhindert. Ein Schlagknopf sorgt im Notfall für eine Schnellbremsung und Unterbrechung der Kraftübertragung. Außerdem ist das Gerät mit einem Neigungsmesser als Totmanneinrichtung ausgestattet,  der bei einer Neigungsabweichung von mehr als 50 Grad nach einer Verzögerung von vier Sekunden ebenfalls einen Nothalt auslöst. Eine Überbrückung dieser Einrichtung ist bei einem betriebsbedingten Neigen (z. B. beim Kuppeln von Wagen) möglich, allerdings ist in diesem Zeitraum die Fahrsperre aktiv.
Mittels am Führerhaus seitlich angeordneten Positionslichtern wird der Status der Funkfernsteuerung angezeigt. Ein Dauerlicht zeigt einen normalen Betrieb an, ein langsames Blinken weist auf eine technische Störung hin und ein schnelles Blinken auf einen aktiven oder passiven Nothalt.